# Physalis angustifolia
Physalis angustifolia är en potatisväxtart som beskrevs av Thomas Nuttall. Physalis angustifolia ingår i släktet lyktörter, och familjen potatisväxter. Inga underarter finns listade i Catalogue of Life.